# Farfarstjärnen (Vilhelmina socken, Lappland)
Farfarstjärnen är en sjö i Vilhelmina kommun i Lappland och ingår i Ångermanälvens huvudavrinningsområde. Sjön har en area på 0,164 kvadratkilometer och ligger 381 meter över havet. Sjön avvattnas av vattendraget Farfarstjärnbäcken.

## Delavrinningsområde
Farfarstjärnen ingår i det delavrinningsområde (715152-156882) som SMHI kallar för Utloppet av Farfarstjärnen. Medelhöjden är 383 meter över havet och ytan är 0,87 kvadratkilometer. Det finns ett avrinningsområde uppströms, och räknas det in blir den ackumulerade arean 18,76 kvadratkilometer. Farfarstjärnbäcken som avvattnar avrinningsområdet har biflödesordning 3, vilket innebär att vattnet flödar genom totalt 3 vattendrag innan det når havet efter 238 kilometer. Avrinningsområdet består mestadels av sankmarker (63 procent). Avrinningsområdet har 0,16 kvadratkilometer vattenytor vilket ger det en sjöprocent på 18,7 procent.